# Ferme du Mont
La ferme du Mont est une ferme située à Chevroux, en France.

## Localisation
La ferme est située dans le département français de l'Ain, sur la commune de Chevroux.

## Historique
L'édifice est classé au titre des monuments historiques en 1980.